# Gyilkosság a Central Parkban
A Gyilkosság a Central Parkban (eredeti cím: The Preppie Murder) 1989-ben bemutatott amerikai bűnügyi film, melyet John Herzfeld írt és rendezett. A főbb szerepekben William Baldwin, Lara Flynn Boyle, Danny Aiello, Joanna Kerns és William Devane látható.

## Rövid történet
Egy fiatal nőt holtan találtak. A rendőrség vizsgálja az esetet, és a bizonyítékok arra utalnak, hogy egy férfivel látták utoljára egy partin. A férfi szerint véletlen baleset volt, de a kerületi ügyész gyilkossággal vádolja és családja sem hisz neki.

## Szereplők
| Színész          | Szerep                  | Magyar hang        |
| ---------------- | ----------------------- | ------------------ |
| Danny Aiello     | Mike Sheehan nyomozó    | Szersén Gyula      |
| William Baldwin  | Robert Chambers         | Zalán János        |
| Joanna Kerns     | Linda Fairstein         | Kovács Nóra        |
| Lara Flynn Boyle | Jennifer Levin          |                    |
| Dorothy Fielding | Phyllis Chambers        | Menszátor Magdolna |
| James Handy      | Joe Brady Quinn nyomozó | Barbinek Péter     |
| William Devane   | Jack Litman             | Vass Gábor         |